# بخش فریدم (شهرستان پورتاژ، اوهایو)
بخش فریدم (به انگلیسی: Freedom Township) یک منطقهٔ مسکونی در ایالات متحده آمریکا است که در شهرستان پورتیج، اوهایو واقع شده‌است.
 بخش فریدم ۶۲٫۰ کیلومتر مربع مساحت و ۲٬۷۵۱ نفر جمعیت دارد و ۳۵۹ متر بالاتر از سطح دریا واقع شده‌است.